# Santobius spinitarsus
Santobius spinitarsus – gatunek kosarza z podrzędu Laniatores i rodziny Podoctidae.

## Występowanie
Gatunek jest endemiczny dla archipelagu Nowych Hebrydów.